# میدان بینایی

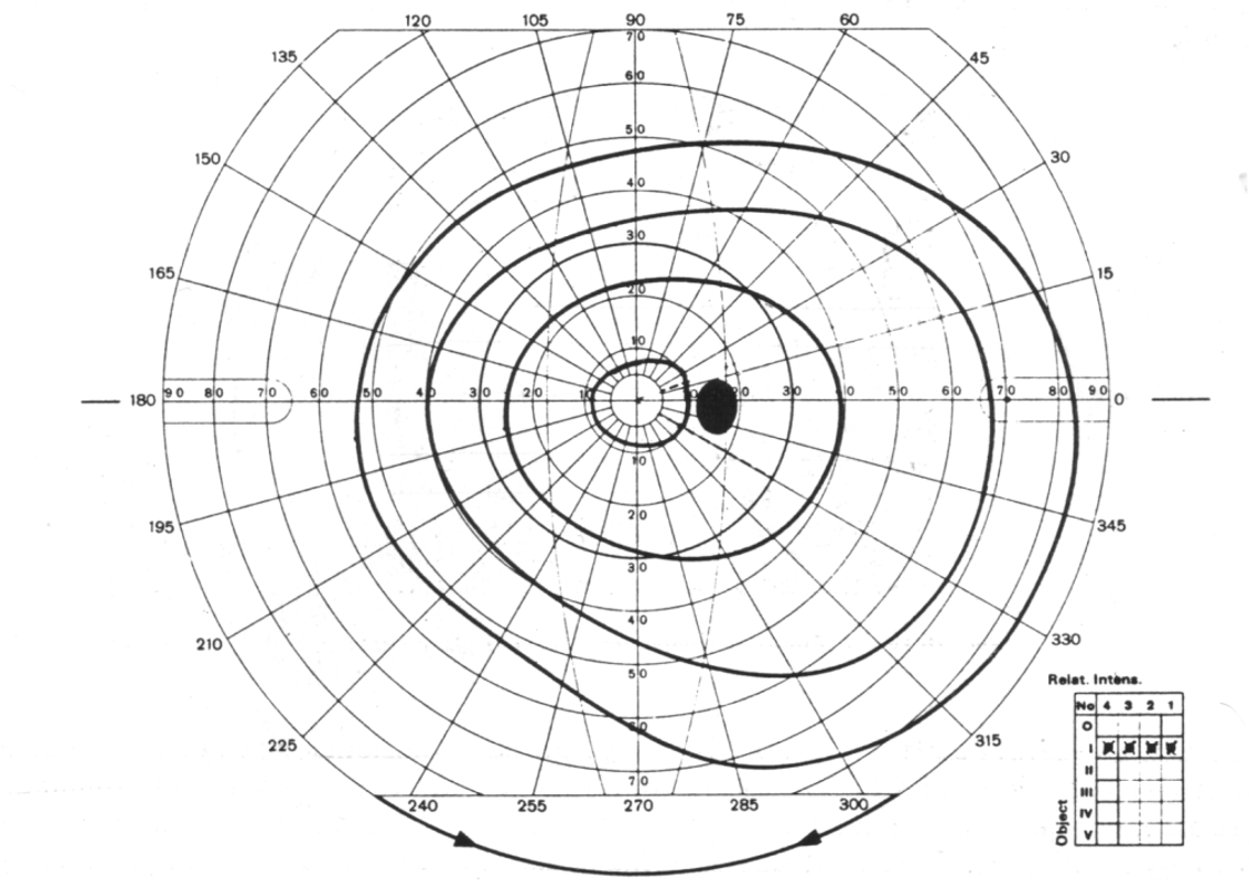
میدان بینایی چشم انسان

میدان بینایی (به انگلیسی: Visual field) که گاهی با میدان دید اشتباه گرفته می‌شود، میدان و محدوده‌ایست که از یک تصویر در مغز نقش می‌بندد. میدان دید هر آنچه را که در یک زمان معین باعث می‌شود که نور بازتاب آن، بر روی شبکیه قرار بگیرند، می‌باشد و سپس این ورودی توسط دستگاه بینایی، به عنوان خروجی پردازش در درون مغز تصویری ارائه می‌دهد که میدان بینایی نام دارد.
در اپتومتری و چشم پزشکی برای تعیین علت بیماری‌هایی که باعث اسکوتوما (لکه یا نقطه سیاه در میدان دید) یا حتی از دست دادن بینایی یا کاهش حساسیت آستانه تحریک در چشم و اینکه این علت وابسته به میدان بینایی بیمار است یا نه، از آزمون میدان بینایی استفاده می‌شود.
میدان بینایی در پژوهش‌های روانشناسی درون‌نگر، آرایه‌ای فضایی از حواس بصری موجود برای مشاهدات است.

## رنج نرمال
میدان بینایی طبیعی در انسان دارای گستردگی حدود ۶۰ درجه بسمت بینی (یا به سمت داخل) و تا ۱۰۰ درجه در سمت دور از بینی (یا به سمت خارج) در محور بینایی افقی هر چشم، و نیز حدود ۶۰ درجه روبه‌بالا و ۷۵ درجه روبه پایین در محور دید عمودی می‌باشد.
میدان بینایی و انجام آزمون برای تعیین مقدار آن در کشورهای غربی یکی از شرایط اخذ گواهینامه رانندگی است. در انگلستان، حداقل میدان بینایی مجاز برای دریافت گواهینامه رانندگی ۶۰ درجه دو طرف محور عمودی و ۲۰ درجه در بالا و پایین است.